# George Gaidzik
George William Gaidzik (* 22. Februar 1885 in Chicago, Illinois; † 25. August 1938 auf dem Michigansee) war ein US-amerikanischer Wasserspringer.

## Erfolge
George Gaidzik ging bei den Olympischen Spielen 1908 in London in zwei Wettkämpfen an den Start. Beim Turmspringen gewann er seine Vorrundengruppe und erreichte im Halbfinale in seiner Gruppe Rang drei, womit er sich für das Finale qualifizierte. Mit 56,30 Punkten schloss er dieses als punktschlechtester Springer auf dem fünften und damit letzten Platz ab. Das Kunstspringen vom 3-Meter-Brett verlief noch etwas erfolgreicher. Auch bei diesem Wettkampf gewann Gaidzik seine Vorrundengruppe. Im Halbfinale gelang ihm dies ebenso und er war damit im vierköpfigen Finale neben drei deutschen Startern der einzige US-Amerikaner. Das Finale gewann schließlich Albert Zürner mit 85,5 Punkten vor Kurt Behrens mit 85,3 Punkten. Dahinter folgten Gaidzik und Gottlob Walz, die beide auf 80,8 Punkte kamen und beide die Bronzemedaille erhielten.
Bei den Olympischen Spielen 1912 in Stockholm gelang Gaidzik im Kunstspringen vom 3-Meter-Brett erneut der Finaleinzug, er kam mit 68,01 Punkten jedoch nicht über den achten und letzten Platz hinaus. Bei den beiden Wettkämpfen im Turmspringen schied er jeweils in der Vorrunde aus.
Gaidzik, dessen Eltern aus Polen in die Vereinigten Staaten emigriert waren, war Mitglied der Chicago Athletic Association. Von 1909 bis 1911 gewann er im Turmspringen die AAU-Meisterschaften im Außenbereich sowie 1910 und 1912 in der Schwimmhalle. Am 25. August 1938 starben Gaidzik und sein 15-jähriger Sohn auf dem Michigansee, nachdem ihr Boot in einem plötzlich aufgekommenen Sturm gekentert war.